# Ponikvár
Ponikvár (horvátul: Ponikvari) falu Horvátországban, Sziszek-Monoszló megyében. Közigazgatásilag Topuszkához tartozik.

## Fekvése
Sziszektől légvonalban 40, közúton 55 km-re délnyugatra, községközpontjától légvonalban 4, közúton 5 km-re nyugatra, az úgynevezett Báni-végvidéken, a Kordun területén, a Petrova gora keleti lejtői alatt, a Topuszkáról Pernára vezető út mellett fekszik.

## Története
A római uralom előtt illír törzsek lakták a területét. A római korban a falu közelében keletre Topuszka vidékén feküdt Ad Fines városa. Területe a 11. század végétől magyar-horvát királyok uralma alatt volt. A 13. század elején a közeli Topuszkán II. András magyar király cisztercita apátságot alapított. A 16. században ezt a vidéket is egyre többször érték török támadások, majd 1556-ban az Oszmán Birodalom több évszázadra megszállta a területét. A vidék az 1593 és 1699 között dúlt török háborúkban teljesen elpusztult. A karlócai békével ez a terület is felszabadult a török megszállás alól, majd a Katonai határőrvidék része lett. A 17. század végétől a hódoltsági területekről nagy számú szerb lakosság érkezett és telepedett le itt.
A katonai közigazgatás 1881-ig tartott. Ezután Zágráb vármegye Vrginmosti járásának része volt. A településnek 1857-ben 785, 1910-ben 1119 lakosa volt. 1918-ban a Szerb-Horvát-Szlovén Királyság, majd 1929-ben Jugoszlávia része lett. A lakosság  kétharmada horvát, egyharmada szerb nemzetiségű volt. 1941 és 1945 között a falu a Független Horvát Állam része volt. A lakosságból sokan csatlakoztak a partizán egységekhez. A háború négy éve alatt a harcokban és a megtorlások során 103 ponikvári lakos esett el, illetve esett áldozatul. Közülük négyen a harcokban estek el, 99 lakost az ellenséges erők gyilkoltak meg. A délszláv háború idején 1991-ben a település szerb lakossága a szerb erőket támogatta. 1991 szeptemberében a faluban benyomuló szerb erők az összelakosság felét kitevő horvát lakosságot elűzték, házaikat felgyújtották. A horvát hadsereg a Vihar hadművelet keretében 1995. augusztus 7-én foglalta vissza települést. A szerb lakosság elmenekült. A háború után elkezdődött az újjáépítés, az élet úgy-ahogy normalizálódott. A településnek 2011-ben 347 lakosa volt.

## Lakosság
| Lakosság változása | Lakosság változása | Lakosság változása | Lakosság változása | Lakosság változása | Lakosság változása | Lakosság változása | Lakosság változása | Lakosság változása | Lakosság változása | Lakosság változása | Lakosság változása | Lakosság változása | Lakosság változása | Lakosság változása | Lakosság változása |
| ------------------ | ------------------ | ------------------ | ------------------ | ------------------ | ------------------ | ------------------ | ------------------ | ------------------ | ------------------ | ------------------ | ------------------ | ------------------ | ------------------ | ------------------ | ------------------ |
| 1857               | 1869               | 1880               | 1890               | 1900               | 1910               | 1921               | 1931               | 1948               | 1953               | 1961               | 1971               | 1981               | 1991               | 2001               | 2011               |
| 785                | 974                | 1.043              | 1.079              | 1.156              | 1.119              | 1.140              | 1.294              | 964                | 964                | 944                | 841                | 661                | 712                | 404                | 347                |